# Manifesto of Arch Enemy
Manifesto of Arch Enemy — альбом-збірник шведського мелодійного дез-метал гурту Arch Enemy. В цьому збірнику 1 і 6 треки були взяті з альбому «Doomsday Machine» (2005), треки 2 і 7 — з «Anthems of Rebellion» (2003), 3 і 9 — з «Rise of the Tyrant» (2007), 4 і 8 — з «Wages of Sin» (2001), 5 і 10 — з концертного альбому «Tyrants of the Rising Sun — Live in Japan» (2008). Реліз альбому відбувся 27 лютого 2009 року під лейблом Century Media Records.

## Список пісень
| #   | Назва                        | Тривалість |
| --- | ---------------------------- | ---------- |
| 1.  | «Nemesis»                    | 4:12       |
| 2.  | «We Will Rise»               | 4:07       |
| 3.  | «Revolution Begins»          | 4:11       |
| 4.  | «Ravenous»                   | 4:06       |
| 5.  | «Blood on Your Hands» (live) | 5:27       |
| 6.  | «My Apocalypse»              | 5:26       |
| 7.  | «Dead Eyes See No Future»    | 4:14       |
| 8.  | «Burning Angel»              | 4:17       |
| 9.  | «I Will Live Again»          | 3:32       |
| 10. | «Taking Back My Soul» (live) | 5:16       |